# Anna Brożek (filozof)
Anna Magdalena Brożek (ur. 11 maja 1980 w Krakowie) – polska pianistka i filozofka, profesor nauk humanistycznych.

## Życiorys
W 2003 ukończyła filozofię w Papieskiej Akademii Teologicznej w Krakowie, a w 2004 studia pianistyczne w Akademii Muzycznej w Krakowie w klasie fortepianu Andrzeja Pikula. W 2006 obroniła doktorat z filozofii na Uniwersytecie Warszawskim – Logiczna analiza terminologii muzycznej (promotor – Jacek Juliusz Jadacki). Została adiunktką w Zakładzie Semiotyki Logicznej Instytutu Filozofii UW. W 2008 uzyskała na tymże uniwersytecie habilitację w zakresie nauk humanistycznych (praca – Pytania i odpowiedzi. Tło filozoficzne, teoria, zastosowania praktyczne), a w 2015 – w Akademii Muzycznej w Krakowie habilitację w zakresie sztuki muzycznej pt. Obraz duszy polskiej w mazurkach Romana Maciejewskiego. 28 lipca 2015 otrzymała tytuł profesora nauk humanistycznych.
Członkini Rady Naukowej Collegium Invisibile oraz Komitetu Nauk Filozoficznych PAN. Została wybrana do Akademii Młodych Uczonych PAN na kadencję 2016–2021. Założyła i kieruje pracami Centrum Badań nad Tradycją Szkoły Lwowsko-Warszawskiej, Wydział Filozofii UW (od 2020).  
Laureatka Nagrody Narodowego Centrum Nauki za rok 2017 w obszarze nauk humanistycznych, społecznych i o sztuce.

## Książki
- Symetria w muzyce – czyli o pierwiastku racjonalnym w komponowaniu dzieł muzycznych (2004)
- Principia musica. Logiczna analiza terminologii muzycznej (2006)
- Wprowadzenie do metodologii dla studentów teorii muzyki i muzykologii (2007)
- Pytania i odpowiedzi. Tło filozoficzne, teoria, zastosowania praktyczne (2007)
- Kazimierz Twardowski w Wiedniu (2010)
- Fakty i artefakty (2010)
- (Z Jackiem Jadackim) Fryderyk Chopin: środowisko społeczne – osobowość – światopogląd – założenia twórcze (2010) [wersja angielska – Frederick Chopin: social background – personality – worldview – artistic principles (2011); wersja francuska – Frédéric Chopin: son milieu social – sa personnalité – sa vision du mond – ses principes de création artistique (2011)]
- (Z Jackiem Jadackim i Marianem Przełęckim) W poszukiwaniu najwyższych wartości. Rozmowy międzypokoleniowe (2011)
- Kazimierz Twardowski. Die Wiener Jahre  (2011)
- Theory of questions. Erotetics through the prism of its philosophical background and practical applications (2011)
- Teoria imperatywów i jej zastosowania (2012)
- (Z Bartoszem Brożkiem i Jerzym Stelmachem) Fenomen normatywności (2013)
- Obraz duszy polskiej w mazurkach Romana Maciejewskiego (2014)
- Kazimierz Twardowski we Lwowie (2016)[6]
- Piękno i prawda. Esej o relacjach między sztuką i nauką [e-book] (2017)
- (Z Marcinem Będkowskim, Alicją Chybińską, Stepanem Ivanykiem i Dominikiem Traczykowskim) Antyirracjonalizm. Metody filozoficzne w Szkole Lwowsko-Warszawskiej (2020)
- Analiza i konstrukcja. O metodach badania pojęć w Szkole Lwowsko-Warszawskiej (2020)
- (Z Jackiem Jadackim) Kazimierz Twardowski: filozof ze Lwowa. T. 1. Życie. T. 2. Poglądy (2023)
- Miłośniczki mądrości. Kobiety z kręgu Szkoły Lwowsko-Warszawskiej (2024)

## Płyty
- Roman Maciejewski. Wszystkie mazurki fortepianowe [Complete Piano Mazurkas] (Sarton, 2011)